# Ponte Preta
Ponte Preta là một đô thị thuộc bang Rio Grande do Sul, Brasil. Đô thị này có diện tích 100,407 km², dân số năm 2007 là 1835 người, mật độ 18,28 người/km².